# Establo Shikihide

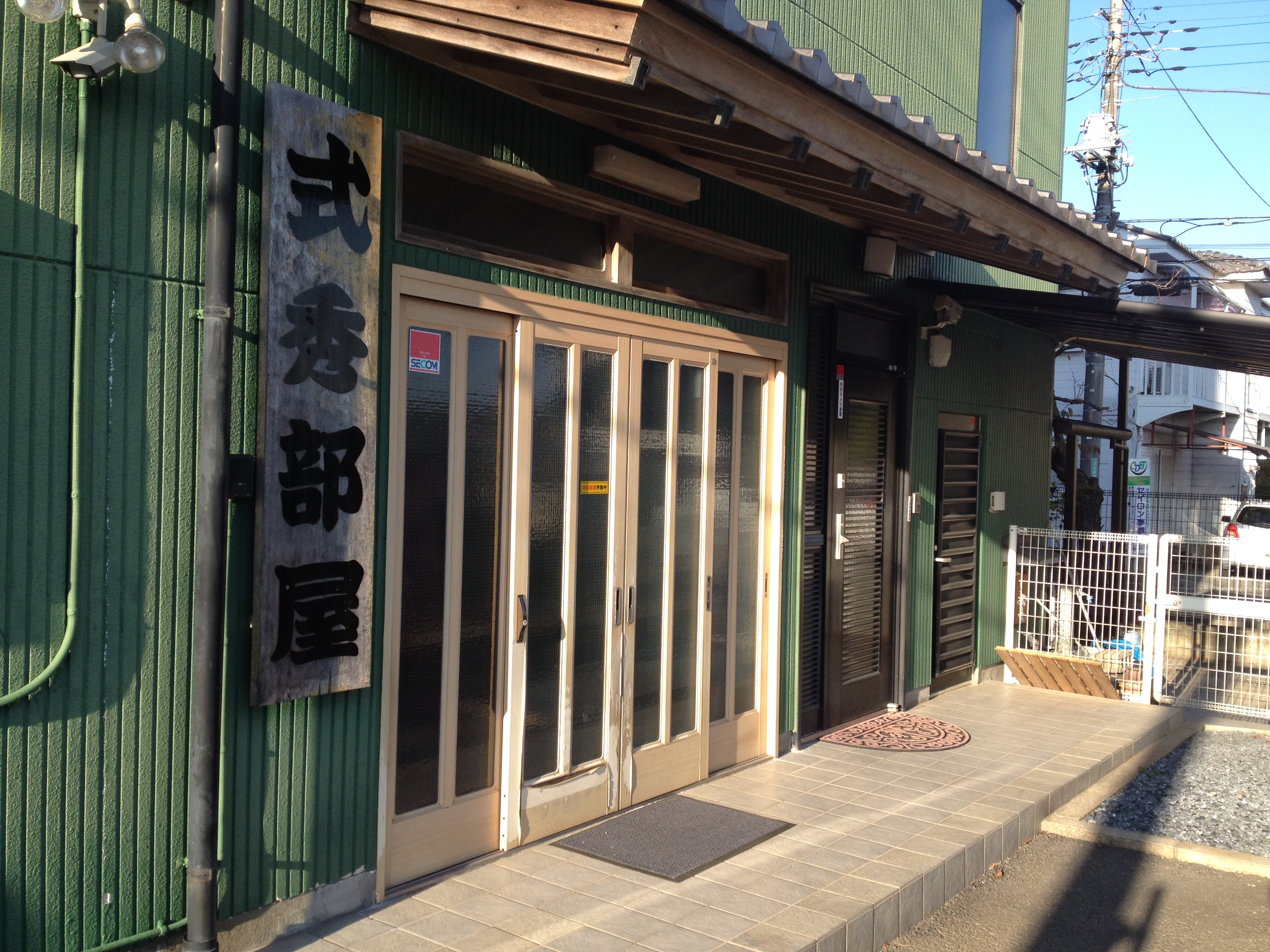
Entrada principal del Establo Shikihide

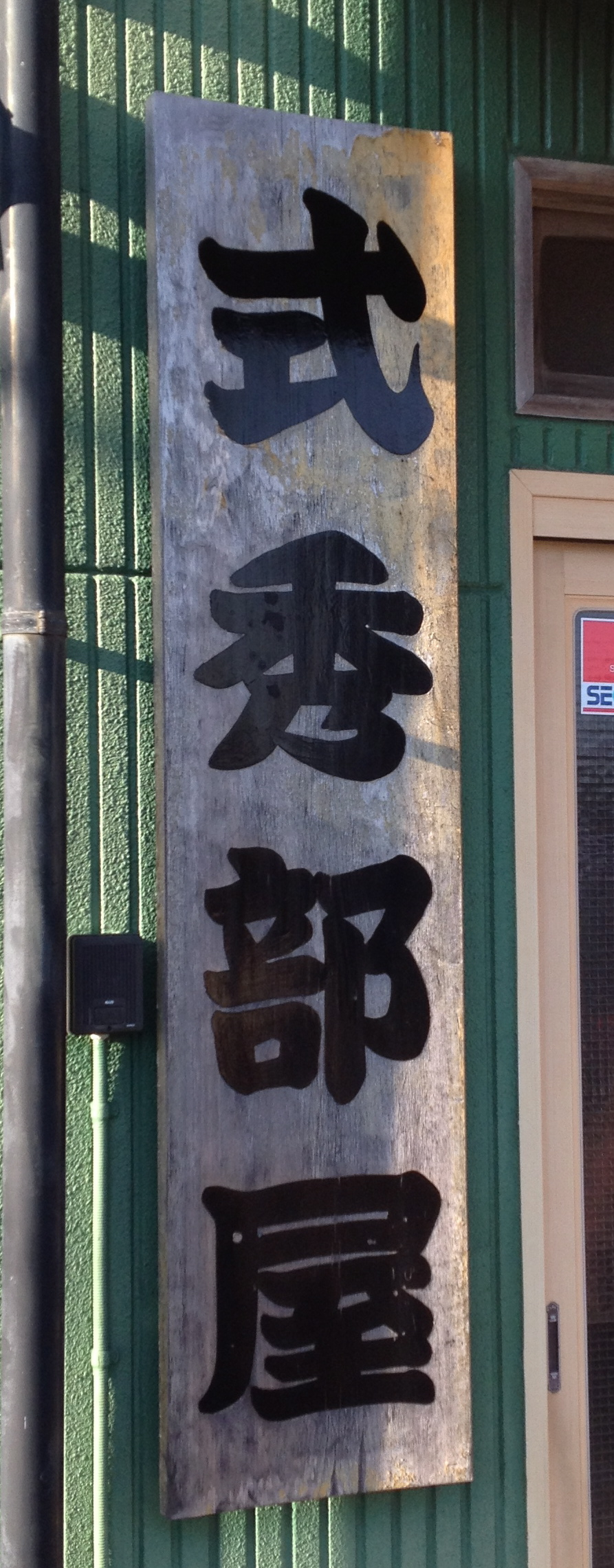
Placa de madera con el nombre del Establo Shikihide

El Establo Shikihide (式秀部屋, Shikihide-beya), cuyo nombre completo es Establo Shikimori Hidegoro, es un establo de entrenamiento de sumo profesional. El recinto forma del ichimon Dewanoumi. Fue fundado en 1992 por el ex komusubi Ōshio. El establo no produjo a ningún sekitori hasta 2012 cuando el luchador de alto rango Senshō, proveniente de Mongolia, obtuvo finalmente su promoción a la división jūryō en el torneo de enero tras once años de carrera activa en el sumo. Al establo Shikihide le tomó casi veinte años producir un sekitori, estableciendo un récord como el establo que más ha tardado en llegar a las dos divisiones más altas del sumo desde la Segunda Guerra Mundial. En enero de 2013, el ex maegashira Kitazakura asumió el control del establo como el nuevo maestro Shikihide tras el retiro de su predecesor al alcanzar los 65 años de edad. Para enero de 2023, el establo poseía un total de 19 luchadores (17 clasificados en el banzuke). Actualmente se encuentra ubicado en la prefectura de Ibaraki, y junto al establo Tatsunami, es uno de los establos mas alejados del lugar de nacimiento del sumo, el distrito de Ryōgoku.
Todos los miembros del establo Shikihide tienen que completar su educación secundaria, y además, el maestro Shikihide también ha introducido sesiones de yoga para sus luchadores al finalizar los entrenamientos de cada día. El establo es conocido por su política de "puerta abierta", permitiéndole a cualquier persona que cumpla con los requerimientos de la Asociación Japonesa de Sumo, incorporarse al equipo sin importar el nivel de habilidad que posea. El establo tiene a varios luchadores relativamente pequeños como por ejemplo Omote de 67 kg (148 libras) y Baraki de 164 cm (5 pies y 41⁄2 pulgadas) de alto. En 2014, se reportó que uno de sus luchadores, Sodachizakari, bebía varias botellas de agua para cumplir con los requerimientos mínimos de peso. 16 de sus 20 luchadores todavía no han ascendido de las dos divisiones más bajas del sumo, el jonidan y el jonokuchi.
El maestro Shikihide estuvo enfermo durante gran parte del año 2020, por lo que su esposa, en su rol de okamisan, asumió tareas importantes dentro del establo para mantenerlo funcionando, incluso supervisando los entrenamientos. La mitad de los luchadores del establo escaparon a principios de agosto de 2020, quejándose de su actitud estricta e invasión a la privacidad. Los luchadores fueron persuadidos para regresar, y aunque no hubo ningún tipo de violencia en el asunto, el comité de cumplimiento de la Asociación Japonesa de Sumo continúa investigando y entrevistando a los luchadores involucrados.
En abril de 2025, el luchador de 33 años del jonidan perteneciente al establo, Wakatozakura, falleció debido a una fascitis necrosante (infección come carne), siendo el primer luchador activo en fallecer desde abril de 2012.

## Nombres de ring
Algunos luchadores de este establo asumen nombres de ring o shikona con el sufijo "Sakura" o "Zakura" (桜), extraído del último caracter del nombre maestro y dueño del establo, el ex maegashira Kitazakura. Ejemplos incluyen a Wakatozakura, Abezakura, y Shōnanzakura. Este último (anteriormente conocido como Hattorizakura) ha llamado la atención por su persistencia en seguir su carrera en el sumo a pesar de no obtener mucho éxito: para enero de 2020, Shonanzakura solo ha registrado tres victorias en los 180 combates en los que participó, y una vez recibió una amonestación de los jueces para que luchase apropiadamente ya que este había intentado perder repetidas veces contra un oponente cayendo al suelo sin que lo tocasen.

## Dueños
- 2013–presente: El noveno (9°) Shikimori Hidegorō - abreviado como Shikihide (toshiyori, ex maegashira Kitazakura)
- 1992–2013: El octavo (8°) Shikimori Hidegorō (ex komusubi Ōshio)

## Luchadores activos destacados
- Ninguno

## Exluchadores destacados
- Senshō[ja] (mejor rango: jūryō)
- Shōnanzakura (conocido por sus racha de derrotas)

## Gyōji
- Kimura Sakuranosuke (sandanme gyōji, de nombre real: Shōnosuke Kurihara)

## Tokoyama
- Tokohide (tokoyama de segunda clase)

## Ubicación y acceso
Sanuki 4-17-17, prefectura de Ibaraki, ciudad de Ryūgasaki. A 10 minutos caminando desde la Estación Sanuki (Línea Jōban)